# Baldovino di Redvers
Baldovino di Redvers, I conte di Devon noto anche come Baldwin de Redvers, (... – 4 giugno 1155) è stato un nobile britannico, barone feudale di Plympton nel Devon, figlio di Richard de Redvers e di sua moglie Adeline Peverel.

## Biografia
Fu uno dei primi a ribellarsi al re Stefano e fu l'unico nobile di primo livello a non accettare mai il nuovo re. Conquistò Exeter ed era un pirata di Carisbrooke, ma fu cacciato dall'Inghilterra ad Anjou, dove si unì all'imperatrice Matilda che lo nominò conte di Devon dopo essersi stabilita in Inghilterra, probabilmente all'inizio del 1141.
Fondò diversi monasteri, in particolare quelli di Quarr (1131), nell'Isola di Wight, un priorato a Breamore, Hampshire, e il Priorato di St James, a Exeter. Alcune cronache monastiche chiamano anche suo padre Conte di Devon, ma nessun documento contemporaneo usa il titolo, comprese le carte monastiche.

## Famiglia e bambini
Sposò Adelise Ballon (morta nel 1146 circa). Ebbero dei figli:
1. Richard de Redvers, II conte di Devon, sposò Denise de Dunstanville, la figlia di Reginald I conte di Cornovaglia.[5]
2. Henry de Redvers
3. William de Redvers, V conte di Devon, sposò Mabel de Beaumont.
4. Matilda de Redvers, sposò Anschetil de Greye.
5. Maud de Redvers, sposò Ralph de Avenel.
6. Alice de Redvers, sposò Ruggero II de Nonant.
7. Hawise de Redvers, nel 1147 [4] sposò Robert FitzRobert, castellano di Gloucester. Robert era un figlio illegittimo di Robert, I conte di Gloucester.
8. Eva de Redvers, sposò Robert d 'Oyly.

Tra il 1151 e la sua morte, nel 1155, Baldwin fu sposato con Lucy de Clare. Si presumeva che Lucy fosse la vedova di Gilbert de Clare, I conte di Hertford e figlia di Ranulf conte di Chester. Tuttavia, Gilbert de Clare morì celibe e senza figli nel 1152. Una fonte afferma che Lucy era la figlia di Richard Fitz Gilbert de Clare e Adelisa di Chester. Erano i genitori di Gilbert de Clare, morto nel 1152. Pertanto, Lucy era una sorella di Gilbert de Clare. Una carta che menziona il suo defunto fratello Gilbert de Clare e il suo defunto marito Baldwin è datata poco dopo la morte di Baldwin. 
Il nome de Redvers viene citato anche come de Reviers o Revières.